# Ivan Klasnić
Ivan Klasnić [ˈiʋan ˈklasnitɕ] (* 29. Januar 1980 in Hamburg) ist ein ehemaliger kroatischer Fußballspieler. In Deutschland spielte er von 1997 bis 2001 für seinen Jugendverein, den FC St. Pauli und von 2001 bis 2008 für Werder Bremen. Danach verbrachte er ein Jahr in Frankreich beim FC Nantes und drei Jahre in England bei den Bolton Wanderers, bevor er seine Karriere 2013 beim 1. FSV Mainz 05 beendete.
In Bremen erlebte er seine erfolgreichste Zeit und wurde 2004 Deutscher Meister und gewann den DFB-Pokal. Von 2004 bis 2011 war er in der kroatischen Nationalmannschaft aktiv und nahm mit ihr an der Europameisterschaft 2004 und 2008 und der Weltmeisterschaft 2006 teil.

## Karriere

### Verein

#### Anfänge und Wechsel zum FC St. Pauli
Klasnić begann beim Altonaer Stadtteilverein SC Union 03 mit dem Fußballspielen und ging von dort innerhalb Hamburgs 1990 zum TSV Stellingen 88. Er wechselte 1994 in die Jugendabteilung des FC St. Pauli, in dessen Profikader er 1997 aufgenommen wurde. In dessen Männermannschaft bestritt er 1998 auch sein Profidebüt in der 2. Bundesliga. Sein größter Erfolg mit den Hamburgern war der Aufstieg in die Bundesliga in der Saison 2000/01.

#### Werder Bremen

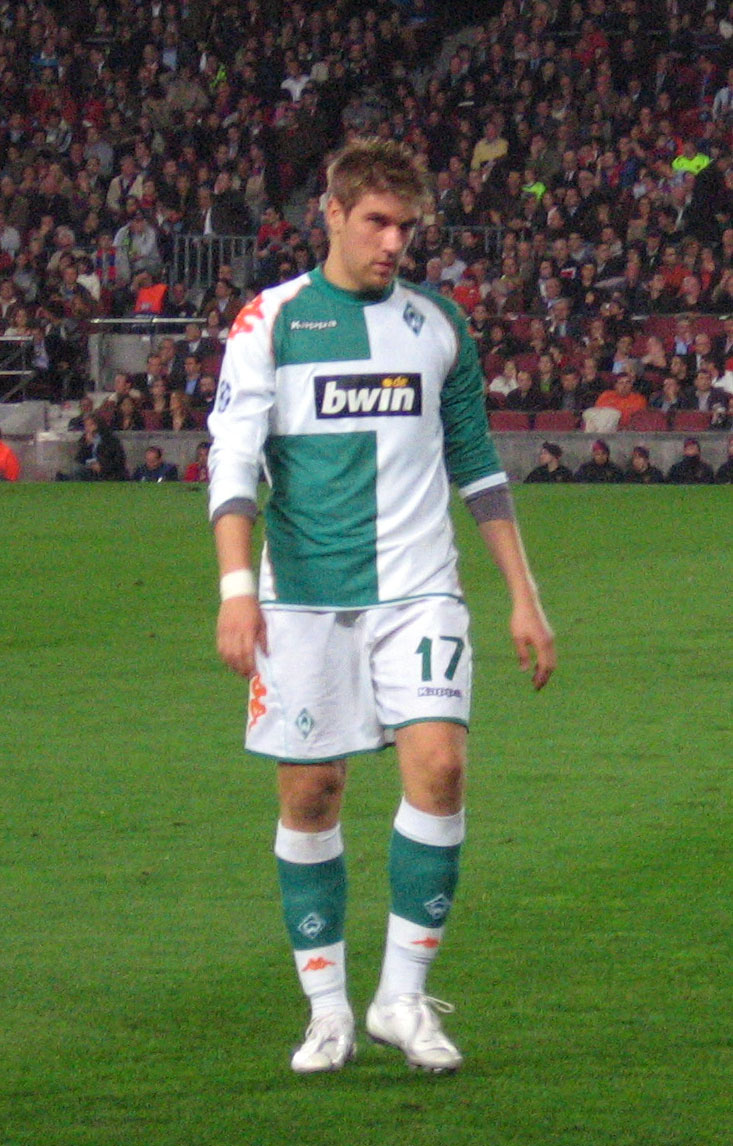
Klasnić bei einem Champions-League-Spiel mit Werder Bremen (2006)

Nach dem Aufstieg verließ Klasnić St. Pauli und wechselte zu Werder Bremen. Seine erfolgreichste Saison war die Double-Saison 2003/04, in der Werder Bremen Deutscher Meister und Pokalsieger wurde. Nach Aílton war er der erfolgreichste Torschütze der Bremer in dieser Saison. Nach Aíltons Abschied 2004 bildete er bis 2007 mit Miroslav Klose den von den Medien so bezeichneten „K.u.K.-Sturm“ (in Anlehnung an die „K.u.k. Monarchie“ Österreich-Ungarn).
Im Januar und März 2007 unterzog Klasnić sich einer Nierentransplantation (→Sonstiges), was eine Fortsetzung seiner Karriere in Frage stellte. Trotzdem verlängerte er am 28. Juni seinen Vertrag in Bremen um ein weiteres Jahr bis 2008. Über zehn Monate nach seinem letzten Pflichtspiel lief er am 30. Oktober 2007 wieder für Bremen auf (für die Bremer U-23 im DFB-Pokal gegen seinen ehemaligen Verein FC St. Pauli). Durch seinen Einsatz am 24. November 2007 im Spiel des Bremer Profi-Teams gegen Energie Cottbus wurde Klasnić der erste Fußballspieler weltweit, der nach einer Nierentransplantation in eine der höchsten Spielklassen des Profisports zurückkehrte. Im letzten Hinrundenspiel der Saison 2007/08 gegen Bayer Leverkusen traf er beim 5:2-Sieg seiner Mannschaft zweimal und lieferte eine Torvorlage.
Im Mai 2008 konnten sich Klasnić und Bremen nicht auf eine Vertragsverlängerung einigen. Er gab als Grund das gestörte Vertrauensverhältnis zur medizinischen Abteilung Werders an und sagte: „Eine Fortsetzung der Zusammenarbeit hätte vorausgesetzt, dass ich weiterhin bei den Spielen für Werder von demselben Vereinsarzt betreut werden müsste, gegen den mein Anwalt einen Haftungsprozess wegen eines nach meiner Auffassung erfolgten schweren Behandlungsfehlers führt.“

#### FC Nantes
Am 11. Juli 2008 unterzeichnete Klasnić einen Vierjahresvertrag beim französischen Erstligaaufsteiger FC Nantes. Nach Anpassungsschwierigkeiten erzielte er seine ersten Treffer in der Ligue 1 erst am 17. Spieltag; da allerdings wandelte er nach seiner späten Einwechslung den Rückstand seiner Mannschaft gegen den Tabellenführer Olympique Lyon noch in einen 2:1-Sieg um.

#### Bolton Wanderers
Nachdem der FC Nantes in der Saison 2008/09 wieder aus der Ligue 1 abgestiegen war, wechselte Klasnić im August 2009 auf Leihbasis zu den Bolton Wanderers. Sein bis zum Ende der Spielzeit 2011/12 datierter Vertrag beim FC Nantes wurde im August 2010 aufgelöst; er unterschrieb einen Vertrag bis 2012 bei den Bolton Wanderers.

#### 1. FSV Mainz 05
Nach Auslaufen seines Vertrages mit den Bolton Wanderers wechselte Klasnić im September 2012 ablösefrei zum deutschen Bundesligisten 1. FSV Mainz 05, bei dem er einen Vertrag für die restliche Saison unterzeichnete. Am 3. März 2013 (24. Spieltag) – seinem dritten Ligaspiel für Mainz – erzielte er im Auswärtsspiel gegen Fortuna Düsseldorf sein erstes Bundesligator für die Mainzer. Nach Auslaufen seines Vertrages beendete Klasnić seine Karriere.

### Nationalmannschaft
Ivan Klasnić spielte für die U-16, U-17, U-18, U-19 und U-21 Kroatiens. Nachdem er Einladungen, für die deutsche Fußballnationalmannschaft und das Nationalteam von Bosnien und Herzegowina zu spielen, ausgeschlagen hatte, gab er im Februar 2004 sein Debüt bei der kroatischen A-Nationalmannschaft gegen Deutschland in Split. Er gehörte bei der Europameisterschaft in Portugal und 2008 Österreich/Schweiz sowie bei der Weltmeisterschaft in Deutschland zum kroatischen Aufgebot.
Auf Grund seiner Krankheit konnte er zeitweise nicht mehr in der Nationalmannschaft spielen. Allerdings wurde stets Kontakt zu ihm gehalten, sodass er zu einem Freundschaftsspiel am 26. März eingeladen wurde; in der 58. Minute wurde er eingewechselt. Dies war seine erste Berufung in das Nationalteam nach seiner Nierentransplantation im Jahr 2007. Bei der EM 2008 schrieb Klasnić Geschichte: Als erster Spieler mit einer Nierentransplantation lief er bei einer Europameisterschaft auf und erzielte ein Tor im Spiel  Polen – Kroatien am 16. Juni 2008; außerdem traf er im Viertelfinale gegen die Türkei zum 1:0 in der 119. Spielminute.

## Sonstiges
Seit Dezember 2003 war Klasnić verheiratet, seine Frau Patriciá reichte jedoch Ende 2011 die Scheidung ein. Gemeinsam haben sie eine Tochter (* 2006). Als Ehepaar engagierten sie sich für die „Stiftung Löwenherz“, eine Einrichtung für schwerkranke und sterbende Kinder in Syke bei Bremen. Die Familienwohnung befindet sich in Hamburg. Ivan Klasnić selbst hat auch eine Wohnung in Manchester. Im August 2019 kam seine zweite Tochter zur Welt.
Im November 2005 unterzog sich Klasnić einer Blinddarm-Operation, bei der schlechte Nierenwerte festgestellt wurden. Mehr als ein Jahr später, im Januar 2007, gab sein Anwalt auf einer Pressekonferenz bekannt, dass der Stürmer an Niereninsuffizienz leide und eine Transplantation nicht mehr zu vermeiden sei. Eine erste Nierenspende durch seine Mutter im Januar 2007 schlug fehl, da das Organ abgestoßen wurde. Beim zweiten Versuch konnte eine Spenderniere von seinem Vater im März 2007 erfolgreich an der Medizinischen Hochschule Hannover transplantiert werden. Seit September 2016 stand er auf der Warteliste für seine dritte Nierentransplantation, da die Niere seines Vaters sein Blut nicht mehr ausreichend reinigen kann. Im Jahr 2018 konnte er sich in Kroatien seiner dritten Nierentransplantation unterziehen.
Da Klasnić einer der wenigen Sportler ist, die trotz Nierentransplantation weiterhin aktiv ihren Sport betreiben, zeichnete ihn der Kicker mit der Ehrung „Mann des Jahres“ im deutschen Fußball 2007 aus. Im April 2008 reichte Klasnić am Bremer Landgericht Klage gegen die Vereinsärzte von Werder Bremen ein. Er warf ihnen, gestützt auf ein medizinisches Gutachten, vor, dass sie die beginnende Nierenerkrankung bereits im Jahr 2002 aufgrund bestehender erhöhter Nierenwerte hätten erkennen müssen. Schließlich wurde Ende Dezember 2020 vor dem Oberlandesgericht Bremen ein Vergleich geschlossen. Demnach erhält Klasnić mehr als 4 Millionen Euro.
Ermittlungen wegen des Vorwurfs der Vergewaltigung einer 17-Jährigen in Manchester führten im Oktober 2010 zur Festnahme Klasnićs. Nach Freilassung gegen Kaution und mehreren Befragungen, in denen Klasnić stets seine Unschuld beteuerte, wurde das Verfahren im Februar 2011 eingestellt. Das angebliche Opfer gab zu, dass es den Spieler der Vergewaltigung beschuldigt habe, weil es sich von Klasnić abgewiesen fühlte.
Seit 2013 engagiert sich Klasnić bei Show Racism the Red Card – Deutschland.

## Titel und Erfolge
- Bundesliga-Aufstieg 2001 mit dem FC St. Pauli
- Deutscher Meister 2004 mit Werder Bremen
- DFB-Pokal-Sieger 2004 mit Werder Bremen
- DFL-Ligapokal-Sieger 2006 mit Werder Bremen
- „Mann des Jahres“ 2007-Auszeichnung des Kicker[17]